# Pniewy
Pniewy este un oraș în Polonia.

## Personalități
- Joseph Chayyim ben Isaac Selig Caro, rabin
- Gustav Gottheil, rabin
- Adolf Lewin, rabin
- Ursula Ledóchowska și Lawrence Wnuk, îngropați în acest oraș
- Joseph Tal, compozitor